# Biton (werktuigkundige)
Biton was een Griekse schrijver van militaire handleidingen uit de 3e eeuw v.Chr., bekend van zijn werk over belegeringswapens en katapulten. Hij wordt meestal aangeduid als Biton Mechanicus om hem te onderscheiden van Biton van Syracuse en Biton van Soloi.
Biton schreef omstreeks 240 v.Chr. de verhandeling De bouw van de oorlogsmachines en katapulten (Oudgrieks: Κατασκευαὶ πολεμικῶν ὀργάνων καὶ καταπαλτικῶν / Kataskeuai polemikōn organōn kai katapeltikōn), die hij opdroeg aan koning Attalus. Er waren drie koningen met die naam, namelijk Attalus I, Attalus II en Attalus III van Pergamon. Biton droeg zijn werk waarschijnlijk aan Attalus I op. In zijn verhandeling beschreef Biton de volgende belegeringswapens:
- Een gastraphetes ontworpen tussen 421 en 401 v.Chr. door Zopyrus van Tarentum in Milete.
- Een gastraphetes ontworpen tussen 421 en 401 v.Chr. door Zopyrus van Tarentum in Kyme.
- Een steenwerpende oxybeles (πετροβόλος / petrobolos) ontworpen  ± 332 v.Chr. door Charon van Magnesia in Rodos.
- Een helepolis ontworpen ± 330 v.Chr. door Posidonius voor Alexander de Grote.
- Een steenwerpende oxybeles (λιθοβόλος / lithobolos) ontworpen na 315 v.Chr. door Isidorus van Abydos in Thessaloniki.
- Een sambuca ontworpen in de 3e eeuw v.Chr. door Damis van Colophon.

Bitons beschrijving van de lithobolos van Isidorus is voor zover bekend het laatste beschreven spangeschut uit de oudheid, wat aantoont dat rond 315 v.Chr. spangeschut geheel verdrongen was door het krachtigere torsiegeschut.